# St-Joseph (Montigny-lès-Metz)

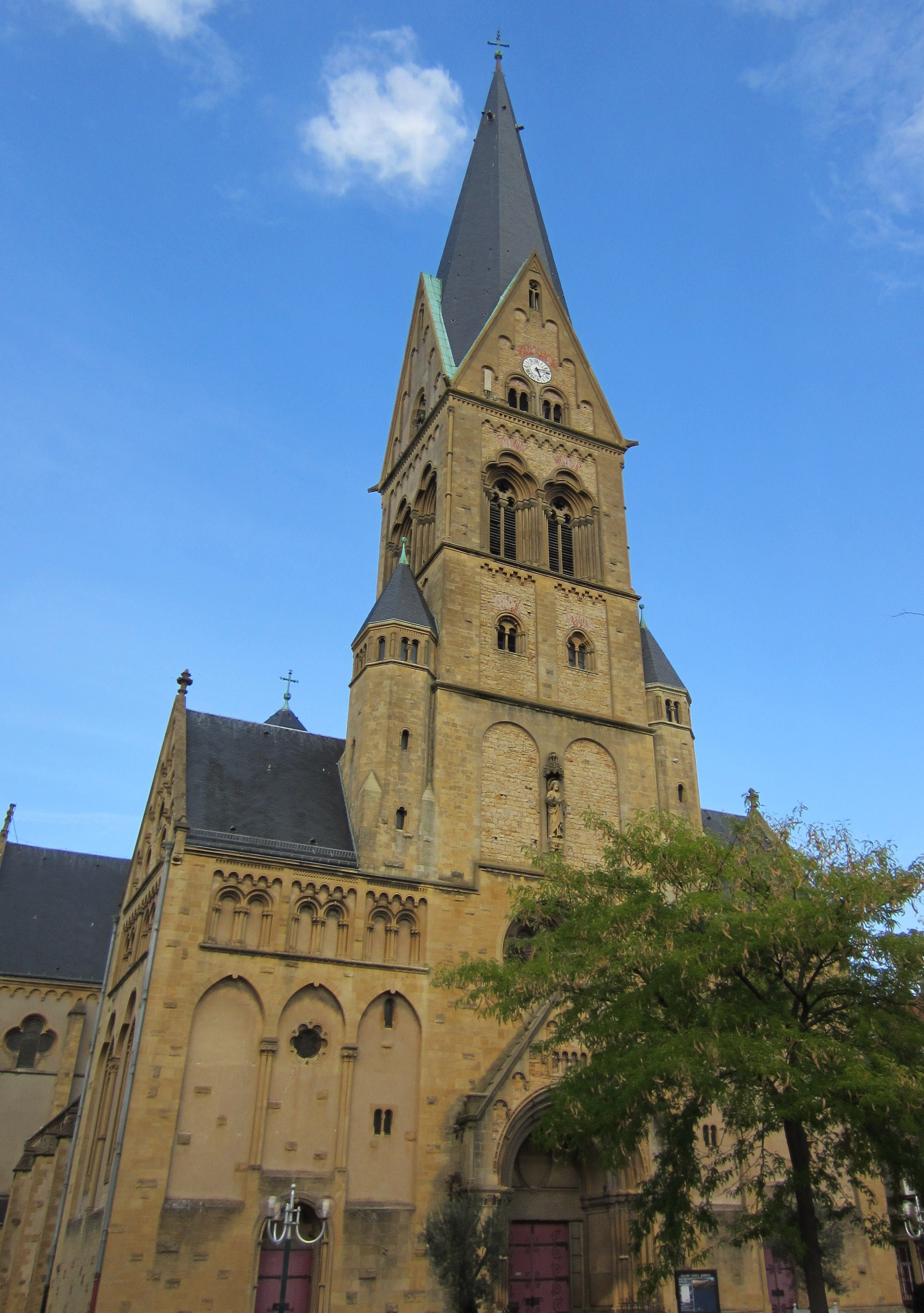
St.-Josephs-Kirche in Montigny-lès-Metz, Fassadenturm

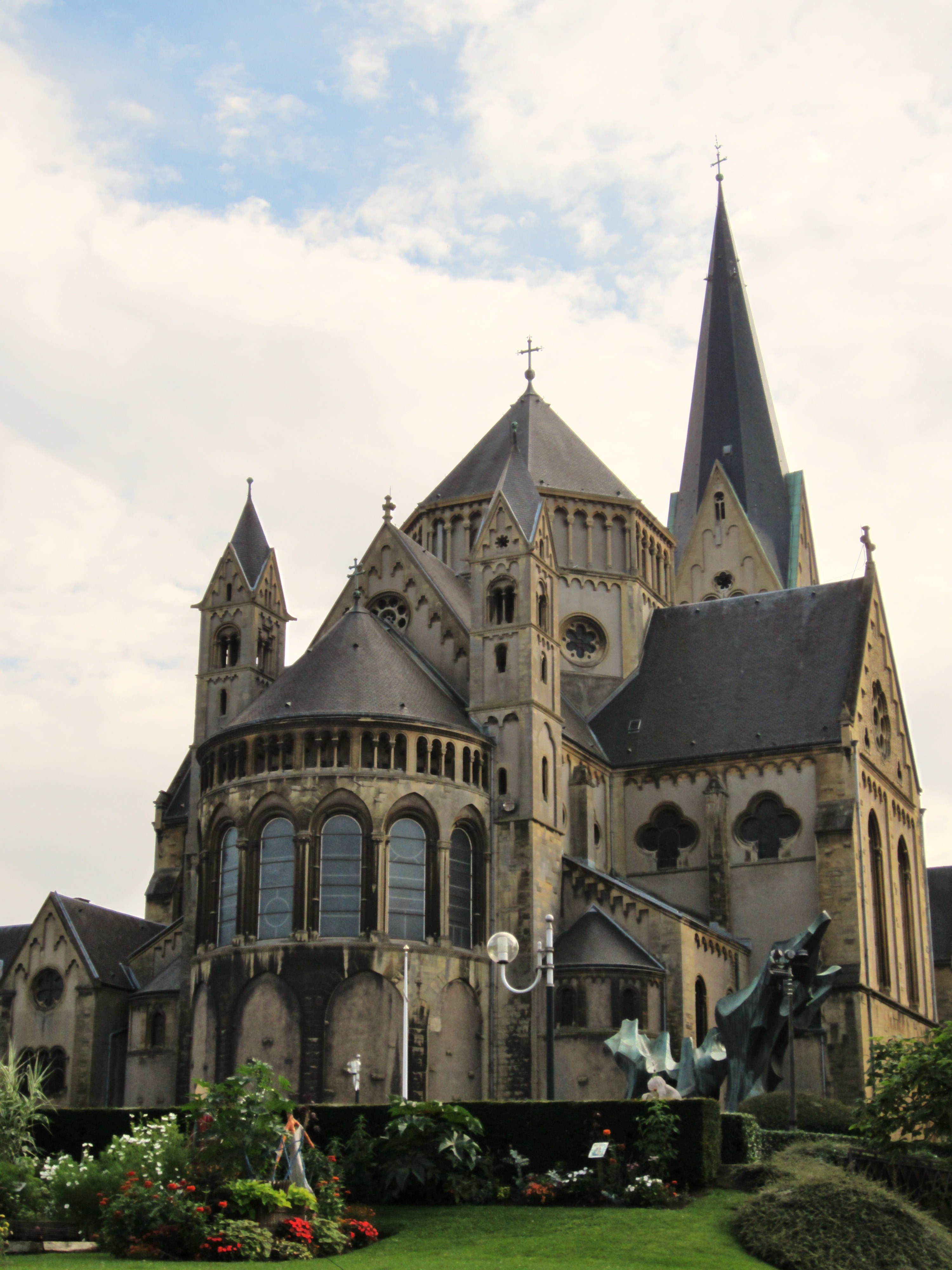
Chorpartie der Josefskirche

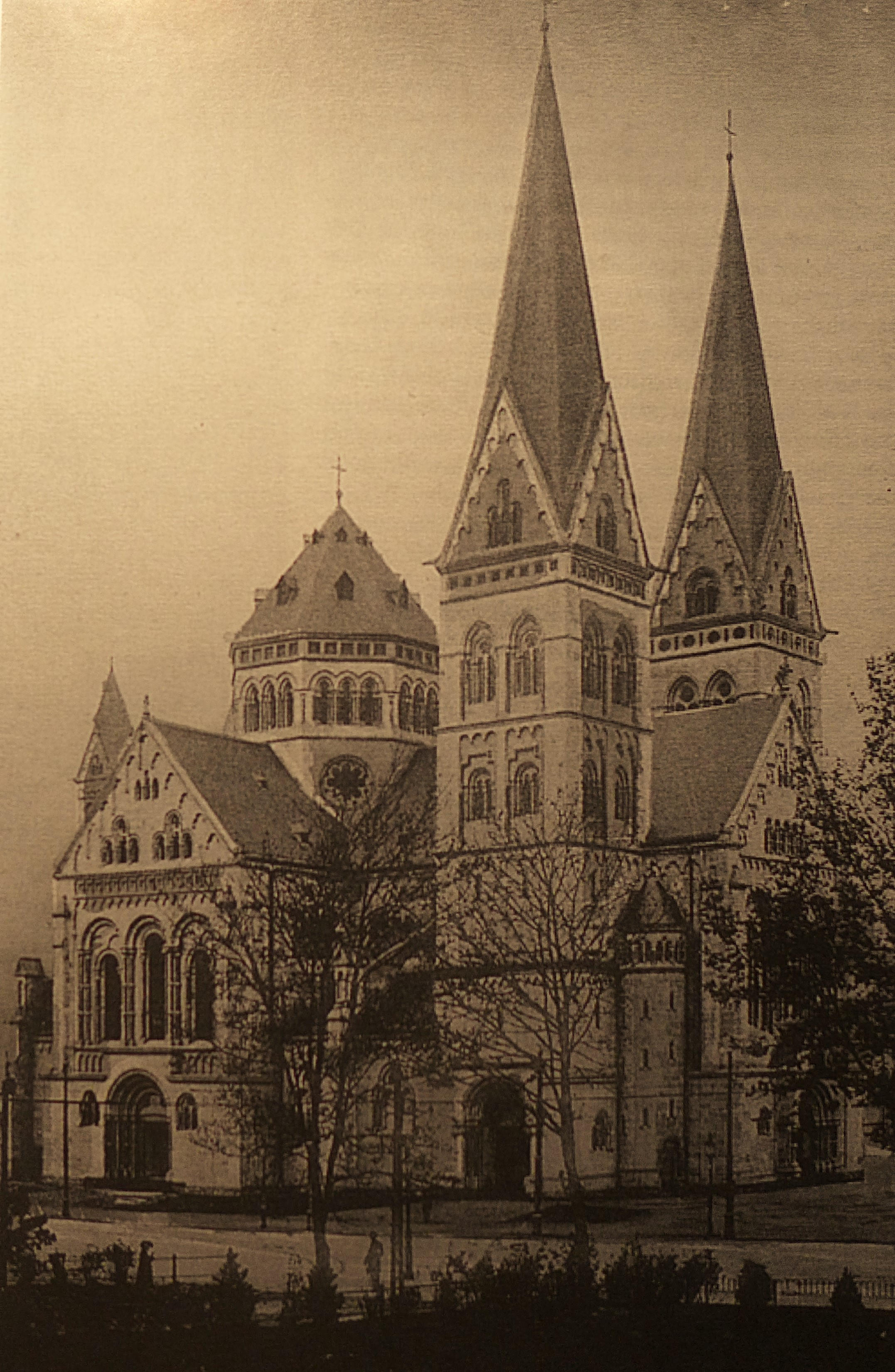
Herz-Jesu-Kirche (Koblenz), Vorbild für die architektonische Gestaltung der Josephskirche in Montigny, Zustand vor der Zerstörung der Turmhelme im Zweiten Weltkrieg.

St-Joseph ist eine römisch-katholische Pfarrkirche in der lothringischen Gemeinde Montigny-lès-Metz im französischen Département Moselle in der Region Grand Est. Die St.-Josephs-Kirche wurde während der Zeit der Zugehörigkeit von Montigny zum Deutschen Reich (Reichsland Elsaß-Lothringen) erbaut. Sie ist dem Bistum Metz zugeordnet. Der Haupt-Patroziniumstag ist das kirchliche Hochfest des Josef von Nazaret (19. März). Die beiden zusätzlichen Schutzpatrone der Josephskirche sind der heilige Antonius von Padua (Gedenktag: 13. Juni) sowie der heilige Privatus von Mende (Gedenktag: 21. August). Beide Heilige erinnern an die Patrozinien der zwei früheren Kirchen von Montigny.

## Geschichte
Nach der Angliederung von Metz an das Deutsche Reich nach dem Deutsch-Französischen Krieg im Jahr 1870/1871 und dem darauffolgenden Friedensvertrag von Frankfurt wurde die Stadt an der Mosel Verwaltungssitz des neu geschaffenen Bezirkes Lothringen innerhalb des Reichslandes Elsaß-Lothringen (mit der Hauptstadt Straßburg). Darüber hinaus wurde Metz zur stärksten Festungsstadt (Festung Metz) im Deutschen Reich ausgebaut. Vor dem Deutsch-Französischen Krieg hatte Metz 47.242 Einwohner, von denen nur 1952 die deutsche Sprache als ihre Muttersprache angegeben hatten. Die Mehrheit der Bevölkerung war katholischer Konfession, die evangelische Gemeinde hatte etwa 1000 Mitglieder und die jüdische Gemeinde zählte 1952 Mitglieder.
Bis zum Jahr 1910 wuchs die Stadt infolge des Zuzuges von sogenannten „Altdeutschen“ und Militärangehörigen auf insgesamt 68.598 Einwohner an. Das Bevölkerungswachstum zwischen 1905 und 1910 war auch eine Folge der im Jahr 1908 vollzogenen Eingemeindung der Orte Plantières-Queuleu und Devant-les-Ponts, die zusammen 7639 Einwohner beisteuerten. Hinsichtlich der Bevölkerungszahl von 1910 waren nur 20.932 Menschen in Metz selbst geboren worden, 15.432 stammten aus dem Gebiet des übrigen Reichslandes, 14.521 waren aus Altdeutschland zugezogen, und 4080 stammten aus dem Ausland.
Infolge der Emigration eines Teils der Einwohner nach Frankreich und vor allem durch Zuwanderung und Stationierung von deutschen Beamten und Militärs wurde das zuvor mehrheitlich französischsprachige Metz vorübergehend mehrheitlich deutschsprachig.
Metz wurde nach der deutschen Angliederung von den deutschen Behörden umgestaltet, die beschlossen, die Stadtplanung zu einem quasi architektonischen ‚Schaufenster‘ des Deutschen Reiches zu machen. Die bisherigen alten Verteidigungswälle um die Innenstadt wurden infolgedessen niedergelegt, eine neue Infrastruktur angelegt und das Gebiet zu Wohn- und Gewerbezwecken neu bebaut.
Der architektonische Eklektizismus spiegelt sich in zahlreichen historistischen, insbesondere neoromanischen Gebäuden wider, wie dem Metzer Bahnhof, der Evangelischen Stadtkirche Metz und dem Hauptpostamt. Im Stil der Neogotik wurde die imposante evangelische Garnisonskirche Metz mit ihrem 97 Meter hohen Kirchturm errichtet. Darüber hinaus gestaltete man die gotische Kathedrale von Metz aufwändig um.
Beherbergte Montigny im Jahr 1817 erst 848 Einwohner in 108 Häusern, so wurde es nach 1871 zu einer wichtigen Garnisonsstadt mit starkem Bevölkerungswachstum. Im Jahr 1910 zählte Montigny 10.260 Einwohner. Für die evangelischen Bewohner war bereits im Jahr 1894 eine neue Kirche gebaut worden, sodass die katholische Mehrheit der Gemeindebevölkerung nicht zurückstehen wollte und unter dem damaligen Pfarrer Zutterling Spenden für einen Kirchenneubau zu sammeln begann. Bis dahin besuchten die Bewohner von Montigny die Gottesdienste in der kleine örtlichen Pfarrkirche, die dem heiligen Privatus von Mende geweiht gewesen war. Die alte Pfarrkirche lag an der früheren Chausseestraße (heute Rue de Pont-à-Mousson) im Bereich der heutigen Place de la Nation, westlich der heutigen Josephskirche.
Darüber hinaus gab es noch die Klosterkirche St. Antonius von Padua, die hauptsächlich für die Nonnen der örtlichen Benediktinerabtei bestimmt und im 17. Jahrhundert sowie im 18. Jahrhundert erweitert worden war. Die Dringlichkeit des Neubaus einer Kirche wurde durch einen Beschluss des Gemeinderates am 24. April 1898 erklärt. Die neue Kirche von Montigny sollte nicht mehr am alten Standort stehen, sondern an anderer Stelle erbaut werden. Die Verlegung der neuen Pfarrkirche an einen anderen Platz war der Tatsache geschuldet, dass die frühere Lage an der Hauptstraße von Montigny zu ständiger Lärmbelästigung der Gottesdienste durch Verkehrslärm und Truppendurchzüge geführt hatte und man nun auf eine ungestörte Durchführung des Kultes hoffte.
Die Grundsteinlegung des neuen Kirchenbaues in Montigny an der Stelle früherer Obstgärten erfolgte am 3. Mai 1903. Die in den Jahren 1903 bis 1906 in Montigny bei Metz von Ludwig Becker errichtete neospätromanische Josephskirche knüpft direkt an die Architektur der Koblenzer Herz-Jesu-Kirche an. Laut eines Artikels der Metzer Zeitung hatte der Pfarrer von Montigny, Philipp Châtelain, der Amtsnachfolger von Pfarrer Zutterling, im Jahr 1899 in Koblenz die ausgestellten Pläne der Herz-Jesu-Kirche gesehen und war von diesen derart begeistert gewesen, dass er Becker den Auftrag für eine ähnliche Kirche in Montigny gab. Ludwig Becker war darüber hinaus auch Mitglied des Metzer Dombauvereins und somit Teil eines lokalen Verbindungsnetzwerkes hinsichtliche des Kirchenbaues.
Die Einweihung der Kirche in Montigny erfolgte am Sonntag, dem 29. Juli 1906 durch den Metzer Bischof Willibrord Benzler.
Die bis dahin im Unterhalt vernachlässigte Kirche wurde auf Beschluss des Stadtrates von Montigny im Jahr 2017 aufwändig restauriert.

## Architektur
Der im rheinisch-romanischen Stil des 12. Jahrhunderts durch den Mainzer Dombaumeister Ludwig Becker errichtete Sakralbau mit hohem, weit sichtbarem treppenturmflankierte Westturm von 72 Metern Höhe, Narthex und einer reich gegliederten Chorpartie mit Chorflankentürmen orientiert sich im Inneren sowie im Äußeren deutlich an der Architektur der Kölner Kirche St. Aposteln. Über ein großes Hauptportal mit Wimperg und darüber positioniertem Rosenfenster gelangt man ins Innere. Die Seitenschiffe sind durch zwei kleinere Portale an der Hauptfassade zugänglich. Eine Statue über dem Rosenfenster stellt den Kirchenpatron, den heiligen Josef, dar.
Die Gestaltung der Freigeschosse des Fassadenturmes lässt eine umfangreiche architekturhistorische Kenntnis des Architekten erkennen. Becker gestaltete den Turm in ausgewogener Weise und konzipierte seine Entwürfe in Montigny und anderswo als historisch ‚gewordene‘ Bauwerke, die dem Betrachter trotz aller Perfektion in der Ausführung eine längere Bauzeit mit einem Wechsel von Bau- und Stilphasen suggerieren. Diese Erkenntnis setzte Becker bereits in dem unmittelbaren Vorgängerprojekt vor Montigny, in Mettlach beim Bau der neoromanischen Lutwinuskirche (1899–1901), konsequent um. Geschickt werden frühromanische und spätromanische Gestaltungselemente des Rheinischen Übergangsstils miteinander verknüpft. Zur Steigerung der Imposanz seiner Turmfassade in Montigny verwendet Becker beim Turmhelm keinen Rhombenhelm, wie es eine am historischen Original verhaftete Konzeption eigentlich geboten hätte, sondern krönt seinen Glockenturm mit einem bereits der gotischen Formsprache entstammenden hohen oktogonalen Schieferhelm. Die Konzeption der Turmkubatur mit ihren hohen Giebeln und dem spitzen Helm lehnt sich hierbei an diejenige der Türme der Lübecker Marienkirche an.
Wie bei Beckers Kirchenbau der St.-Lutwinus-Kirche in Mettlach, der neoromanischen Bonner Elisabetkirche (1906–1910) sowie der Koblenzer Herz-Jesu-Kirche zum Einsatz wechseln sich in Montigny steinsichtige Elemente und Putzflächen ab. Darüber hinaus werden auch grobbehauene Werksteine in die Fassade eingestreut, um jeden Eindruck einer überglatten, langweiligen Perfektion zu vermeiden. Die Einstreuung von rustikalen Werksteinen in die Fassade der Josephskirche in Montigny schafft organische Übergänge zwischen Putzflächen und Werksteinflächen. Becker bricht bewusst die kanonisch strenge neoromanische Konzeption rheinisch-romanischer Prägung leicht auf und findet so gedankliche Verbindungen zur malerisch-organischen Auffassung des Jugendstils.
Bei Beckers neoromanische Kirchen in Mettlach, Koblenz, Bonn und Montigny wurden architektonische Elemente der späten Stauferzeit, also der ersten Hälfte des 13. Jahrhunderts, verwendet. Nach der deutschen Reichsgründung mit dem Sieg über das französische Kaiserreich im Jahre 1871 erlebte der Staufermythos einen großen Aufschwung. So wurde Kaiser Wilhelm I. gelegentlich Barbablanca („weißer Bart“) genannt, analog zum Beinamen Barbarossa („roter Bart“) des staufischen Kaisers Friedrich I. Wilhelm I. als Vollender der Politik Friedrichs I. Barbarossa – dieser Gedanke wurde im Jahr 1896 zum Beispiel beim neoromanischen Kyffhäuserdenkmal in Reinform inszeniert. Der Sage nach hat Barbarossa im Kyffhäuserberg geschlafen, um eines Tages zu erwachen und das Reich zu retten.
Unter der besonderen Einflussnahme von Kaiser Wilhelm II. entstanden nun im Deutschen Reich allenthalben Bauten nach den Stilvorbildern der rheinischen Romanik, die, neben ihrer sakralen oder auch profanen Funktion, vor allem einen Denkmalcharakter im Sinne der Betonung der Verbindung zwischen mittelalterlicher und aktueller Größe und Bedeutung des Reiches zum Ausdruck bringen sollten. In einer historisierenden Architektursprache versuchte Kaiser Wilhelm II., an die Glanzzeit der deutschen Kaiser des Mittelalters anzuknüpfen. Besonders seit dem Jahr 1889 beschäftigte sich der Kaiser intensiv mit den romanischen Kirchen des Rheinlandes in Gelnhausen, Limburg, Maria Laach, Andernach, Sinzig, Bonn, Schwarz-Rheindorf sowie den romanischen Kirchen Kölns. Eine eigens angelegte Sammlung von Bauaufnahmen und Architekturdetails wurden den namhaften Architekten des Deutschen Reiches vorgelegt, da der Kaiser den romanischen Baustil für besonders entwicklungsfähig hielt.
Ergebnisse der kaiserlichen Bemühungen war die Errichtung neoromanischer Prestigebauten wie zum Beispiel der Berliner Gnadenkirche (1890–1895, Max Spitta), der Kaiser-Wilhelm-Gedächtniskirche mit neoromanischem Forum (1891–1895, Franz Schwechten), der Erlöserkirche in Bad Homburg vor der Höhe (1903–1908, Franz Schwechten), der Erlöserkirche in Jerusalem (1893–1898, Friedrich Adler), der Dormitio-Basilika auf dem Berg Zion (1900–1910, Heinrich Renard), des Auguste-Viktoria-Hospitals auf dem Ölberg (1907–1910, Carl Gause / Robert Leibnitz) oder der evangelischen Metzer Stadtkirche (1901–1904, Conrad Wahn). An kaiserlich initiierten Profanbauten neoromanischer Prägung können das Kaiserschloss in Posen (1905–1913, Franz Schwechten), der Metzer Hauptbahnhof (1905–1908, Jürgen Kröger) sowie das Regierungsgebäude in Koblenz (1902–1905, Paul Kieschke) genannt werden.
Der Übernahme spätstaufischer Architekturformen durch Ludwig Becker kann ebenfalls programmatischer Charakter zugewiesen werden.
Das im Inneren reich ausgemalte Gebäude der Josefskirche in Montigny besteht aus Jaumont-Stein, dem örtlichen hellgelben Buntsandstein und nicht aus grau-rotem Vogesen-Sandstein wie die übrigen kaiserlich geförderten öffentlichen Gebäude der damaligen Zeit in Metz und Umgebung. Das Kirchenschiff im dreischiffigen Basilika-Stil ist vierjochig und kreuzrippengewölbt. Das Querschiff lädt zweijochig aus und schließt gerade. Die Vierung ist mit einer achteckigen Kuppel auf Trompen überwölbt, die außen mit einer Blendgalerie geschmückt ist. Als historische Vorbilder der aufwändigen Vierungsgestaltung können etwa die Klostergewölbe der Vierung des Limburger Domes oder von St. Quirinus in Neuss genannt werden. Die Grundkubatur des Quirinus-Münsters dürfte auch die Inspirationsquelle der Turmfassade in Montigny gewesen sein. Die Chorpartie schließt in drei Apsiden.

## Ausstattung

### Wandgemälde
Das Innere der Josephskirche in Montigny ist mit einer Vielzahl von Wandmalereien geschmückt, die in fünf Hauptgruppen unterteilt sind:
- im Kirchenschiff: große Ornamentgruppen mit floralen Mustern, Inschriften und Fabelwesen; in den Gewölbezentren die Darstellung heiliger Städte (darunter Bethlehem, Jerusalem und Rom)
- in den Seitenschiffen: florale Ornamentmalereien
- in der Kuppel: das Paradies mit den vier Paradiesflüssen Pischon, Gihon, Tigris und Euphrat (Gen 2,10–14 EU).
- im Querschiff: Ornamentfelder mit Fabelwesen
- in der Apsis: Christus als Pantokrator auf dem Thron des Jüngsten Gerichtes mit dem Buch des Lebens sowie Lilie und zweischneidigem Schwert umgeben von zwei anbetenden Engeln; Vier weitere Engel halten Jesu Leidenswerkzeuge (Essigschwamm, Lanze, Geißel, Kreuz, Kreuzigungsnägel, Hammer); Die himmlische Krönung des heiligen Josef und des heiligen Privatus von Mende (Pfarrpatron der Vorgängerkirche) durch Engel sowie die Darstellung von Planeten, Sonne, Mond und Sterne; Auf den Wandflächen sind Löwen dargestellt.
- Triumphbogen: Die Darstellung des apokalyptischen Agnus Dei mit der lateinischen Inschrift „Dignus es (sic!) agnus accipere honorem et gloriam“ (dt. Übersetzung: „Würdig ist das Lamm Ehre und Ruhm zu empfangen.“; Offb 5,12 EU); Dabei steht ‚es‘ statt ‚est‘.

Sämtliche Wandmalereien wurden in den Jahren von 2008 bis 2011 aufwändig restauriert.

### Fenster
Hinsichtlich der Fenster hat sich die historische neoromanische Verglasung der Wiesbadener Firma Martin erhalten. Die Apsisfenster thematisieren die sieben Sakramente. Die Querschifffenster zeigen Szenen aus dem Leben des Kirchenpatrons, des heiligen Josef, sowie aus dem Marienleben. Darstellungen von verschiedenen Heiligen zieren die Verglasungen des Kirchenschiffes und des Narthex. Die Fenster des Obergadens und der kleinen Apsiden sind in Grisaille-Technik verglast.

### Hochaltar
Der Hochaltar, eine Stiftung einer Pfarrangehörigen, ist in der Form romanischer Reliquienschreine gestaltet. Er wurde in der Colmarer Werkstatt von Theophil Klem (1849–1923) geschaffen. Die figürlichen und ornamentalen Arbeiten orientieren sich sämtlich an der Maasländischen Kunst der Romanik. Über der Expositoriumsnische ist eine Darstellung der Trinität angebracht. Darunter befindet sich der Tabernakel mit einer Darstellung des Agnus Dei. Das auf Marmorpfeilern stehende hölzerne Altarretabel enthält die Relief-Darstellung von sechs Heiligen. Dargestellt sind der heilige Ludwig, König von Frankreich, der heilige Clemens von Metz, der erste Bischof von Metz, Johannes der Täufer, der heilige Martin von Tours, der heilige Nikolaus von Myra, der Schutzpatron von Lothringen sowie der heilige Thomas von Aquin.
Der dreiteilige Stipes des Altares zeigt in Mosaiktechnik alttestamentliche Präfigurationen des Opfertodes Jesu Christi und der Eucharistie:
(von links nach rechts) das Opfer des Melchisedek, die Rettung der Israeliten durch den Anblick der ehernen Schlange sowie die Erscheinung Gottes über dem Rauchopferaltar Abels.
Die Predella über der Mensa enthält die lateinische Inschrift aus dem Stufengebet „Introibo ad altare Dei, ad Deum qui laetificat iuventutem meam.“ (dt. Übersetzung: „Zum Altar Gottes will ich treten, zu Gott, der meine Jugend erfreut.“)
Das Reliquiengrab des Hochaltares beinhaltet Reliquien des heiligen Metzer Märtyrers Livarius von Marsal sowie der beiden heiligen Trierer Märtyrer der Thebaischen Legion, Severinus und Theodor.
Der Altar steht unter einem aufwändigen Baldachin auf Vierer-Bündelpfeilern aus grünlichem Carrara-Marmor. Die Ecken des Dachaufbaues sind mit Darstellungen von Engeln auf Thronen geschmückt. Sie halten Banderolen in den Händen. Der vordere Wimperg zeigt die von Engeln verehrte Jungfrau Maria. Das Innere des Baldachingewölbes thematisiert die Geburt Jesu, die Wundersame wunderbare Brotvermehrung, die Kreuzigung sowie die Auferstehung Jesu. Der Dachaufbau des Baldachins ist von einer Laterne bekrönt, die an ihrer Spitze ein Lothringerkreuz trägt.
Links vom Altar an der Wand befindet sich der Grundstein der Kirche.

### Zelebrationsaltar
Der im Gefolge des Zweiten Vatikanischen Konzils im Jahr 1983 aufgestellte Volksaltar wurde von Claude Michel unter theologisch-liturgischer Beratung von Théo Louis entworfen. Die Ausführung oblag André Forfert. Der Stipes ist mit einem Relief des Antlitzes Jesu Christi geschmückt. Die vier tragenden Säulen und die Symbolskulpturen der vier Evangelisten an den Ecken stammen von der früheren Kredenz.
Das Reliquiengrab im Altar enthält Reliquien der heiligen Therese von Lisieux, des heiligen Metzer Bischofs Sigebald sowie des heiligen Märtyrers Eustachius.

### Linke Chorflankenkapelle
In der linken Chorflankenkapelle befindet sich der Marienaltar.
Er wurde vom Montignyer Gemeindemitglied Marie-Léontine de Nettancourt, Herzogin von Clermont-Tonnerre gestiftet. Die Flügel des Retabelaltars thematisieren das Marienleben (Verkündigung des Herrn, Mariä Heimsuchung, Geburt Christi und die Darstellung des Herrn im Tempel). Auf der Rückseite der Flügeltafeln befinden sich florale Ornamente. Das Zentrum des Altares beinhaltet eine Statue der Jungfrau Maria mit dem Jesuskind, eine farbig gefasste Steinskulptur aus dem 16. Jahrhundert, die zuvor das Portal der alten Kirche St. Antonius von Padua schmückte. Um das Haupt Mariens schweben zwei kleine anbetende Engel.
Die Fresken der Apsiskalotte zitieren mit Symbolbildern und Schriftbändern in lateinischer Sprache die Anrufungen Mariens aus der Lauretanischen Litanei: „Rosa mystica“ (mystische Rose), „Domus aurea“ (goldenes Haus), „Foederis arca“ (Bundeslade), „Ianua coeli“ (Pforte des Himmels) sowie „Stella matutina“ (Morgenstern).

### Rechte Chorflankenkapelle
In der rechten Chorflankenkapelle neben der Sakristei steht der Herz-Jesu-Altar. Wie alle Altäre in der Josephskirche ist auch dieser Altar in den Formen der Maasländischen Kunst der Romanik gestaltet. Der reich ornamentierte und steinbesetzte Altar ist eine Stiftung der weiblichen Mitglieder der Familie Siechler aus Montigny. Das Zentrum des Retabels bildet eine Statue Jesu Christi in einer Flammen-Mandorla mit sichtbarem Herzen auf der Brust als Zeichen der göttlichen Liebe zu den Menschen. In den Zwickeln der Mandorla sind oben zwei anbetende Engel sowie unten ein Mann und eine Frau in mittelalterlicher Gewandung im Gebet dargestellt. Die lateinische Inschrift des Strahlenkranzes lautet: „Venite ad me omnes qui laboratis et onerati estis et ego reficiam vos.“ (dt. Übersetzung: „Kommt alle zu mir, die ihr euch plagt und schwere Lasten zu tragen habt. Ich werde euch erquicken.“; Mt 11,28 )
Die beiden Flügel des Retabels zeigen links die heilige Margareta Maria Alacoque und rechts Papst Pius X. mit seinem Papstwappen und seinem Wahlspruch „Instaurare omnia in Christo“ (dt. Übersetzung: „Alles in Christus erneuern“) in kniefälliger Verehrung des Heiligsten Herzens Jesu. Auf der Rückseite sind Engel dargestellt mit Zitaten der Litanei des Heiligen Herzens Jesu in lateinischer Sprache: „Cor Jesu, fons totius consolationis, miserere nobis. Cor Jesu, bonitate et amore plenum, miserere nobis“ (dt. Übersetzung: „O Herz Jesu, Quelle allen Trostes, erbarme dich unser. O Herz Jesu, voller Güte und Liebe, erbarme dich unser.“)
Die überreichen Wandmalereien der Apsiskalotte zeigen die in der Gottesvision des Propheten Ezechiel geschilderten vier Adoranten vor Gottes Thron (Hes 1,4–28 ), die auch vom Autor der neutestamentlichen Apokalypse übernommen wurden (Offb 4,6–8 ). Von links nach rechts sind dies: Ein geflügelter Löwe, ein geflügelter Mensch, ein Adler sowie ein geflügelter Stier. Alle vier Wesen tragen jeweils ein Buch. Über jedem der vier Wesen schwebt eine Schriftbanderole (von links nach rechts: S. Marcus, S. Mathäus, S. Johannes, S. Lucas). Der Blick ihres nimbierten Hauptes ist auf Jesus Christus gerichtet. Laut Zeugnis der Bibel verkünden die dargestellten himmlischen Wesen die Heiligkeit Gottes. Sie werden in der christlichen Theologie mit den vier Evangelisten Johannes, Lukas, Markus und Matthäus in Verbindung gebracht. Das menschengesichtige Wesen steht dabei für die Menschwerdung Jesu, das stiergesichtige Wesen für seinen Opfertod, das löwengesichtige Wesen für die Auferstehung sowie das adlergesichtige Wesen für Jesu Rückkehr zum Vater.
Zwischen den Wesen ist in einem Bogenfeld eine Menora dargestellt, die von Räuchergefäßen flankiert wird.

### St. Antoniusaltar
Im linken Querhaus ist in einer Seitenkapelle der Antoniusaltar aufgestellt. Der heilige Antonius von Padua ist neben dem heiligen Josef und dem heiligen Privatus der dritte Schutzpatron der Kirche. Das Patrozinium des Altares erinnert an den Schutzpatron der alten Klosterkirche von Montigny. Die zentrale Statue des heiligen Antonius mit dem Jesuskind auf dem Arm wird flankiert durch eine Statue des heiligen Franziskus von Assisi (links) sowie einer Statue der heiligen Klara von Assisi (rechts).
An der Wand links vom Altar neben der Chororgel befindet sich eine Kopie des Gemäldes „L’adoration des Bergers“ (Anbetung der Hirten) von Jusepe de Ribera, dessen Original sich im Louvre in Paris befindet.

### St. Privatusaltar
Im rechten Querhaus steht in einer Seitenkapelle der Privatusaltar.
Er wurde vom Erbauer der Josephskirche, Pfarrer Philipp Châtelain, gestiftet. Das Patrozinium des Altares erinnert an den Schutzpatron der alten Pfarrkirche von Montigny. In der zentralen Nische des Retabels ist der heilige Privatus zu sehen. Die polychromierte Steinstatue stammt aus dem 15. Jahrhundert und wurde zu Beginn des 20. Jahrhunderts restauriert.
Vorher stand diese Statue in der Nische eines Hauses in der Rue Guynemer.
Auf der linken Seite des Retabels ist ein Engel in Verehrung des heiligen Märtyrers niedergesunken. Auf der rechten Seite ist Pfarrer Philipp Châtelain dargestellt, wie er das Modell der neuen Josephskirche dem heiligen Privatus anbietet.

### Sakralgegenstände
Statuen
Neben den zahlreichen neoromanischen Statuen sind in der Josephskirche in Montigny auch historische Stücke aus der Vorgängerkirche des heutigen neoromanischen Sakralbaues zu nennen, darunter eine Christusfigur aus Holz, die aus dem 15. Jahrhundert stammt, sowie eine Statue des heiligen Privatus von Mende.
Kreuzweg
Der Kreuzweg der Josephskirche besteht aus vierzehn in Stein gemeißelten Stationen, die vom Bildhauer Anton Mormann (Wiedenbrücker Schule) geschaffen wurden. Mormann hatte auch die Kreuzwegstation in der Herz-Jesu-Kirche in Koblenz gefertigt. Die Kreuzwegstationen in Montigny sind entlang der rechten Innenwand der Josephskirche angeordnet und die letzten drei – der Tod Jesu, die Abnahme vom Kreuz und das Begräbnis Jesu – befinden sich im Narthex der Kirche. Der neoromanische Kreuzweg wurde am Karfreitag, dem 14. April 1911, durch Nicolas Hamant, der Leiter des kleinen Seminars, in Vertretung des Bischofs von Metz geweiht.
Missionskreuz
Das große Missionskreuz von 1947 befindet sich im rechten Querschiff. Es hatte von 1947 bis 1949 auf dem Platz vor der Josephskirche gestanden. Als im Jahr 1949 an seiner Stelle die Statue der heiligen Johanna von Orleans aufgestellt wurde, übertrug man das Missionskreuz in die Kirche.
Jeanne d´Arc-Denkmal
Die erste Statue der lothringischen Heiligen Jeanne d’Arc war am 30. Mai 1935 durch Bürgermeister Félix Peupion und Bischof Jean-Baptiste Pelt eingeweiht worden. Peupion starb während der NS-Deportation, der Platz hinter der Josephskirche wurde nach dem Zweiten Weltkrieg ihm zu Ehren benannt. Die Statue der französischen Nationalheiligen war eine Nachbildung der Plastik „Jeanne nach dem Sieg“ des Bildhauers Henri Allouard. Während der NS-Besatzung wurde das Jeanne d´Arc-Denkmal durch die NS-Machthaber zerstört. Nur das Schwert konnte durch ein Gemeindemitglied geborgen werden. Im Jahr 1949 wurde das Denkmal rekonstruiert, mit dem Schwert der früheren Statue ergänzt und im Rahmen einer feierlichen Zeremonie durch den Generalvikar des Bistums Metz, Louis, im Beisein des damaligen französischen Außenministers Robert Schuman eingeweiht. Schuman, der sich für die Aussöhnung mit Deutschland und die deutsch-französische Freundschaft einsetzte und als Gründervater der Europäischen Union gilt, erklärte in seiner damaligen Rede dabei, dass Jeanne d’Arc in ihrem Wirken entscheidend dazu beigetragen habe, das Christentum als Grundlage Europas zu fördern.
Sühnkreuz
Das Sühnkreuz (Croix du sacrilège), das sich heute hinter der St. Josephskirche befindet, stand ursprünglich vor der evangelischen Kirche unter der Kaisereiche. Da das Kreuz angeblich den Zugang zu dieser Kirche behinderte, wurde es im Jahr 1915 an den heutigen Aufstellungsort verbracht. Es war durch den Montignyer Bürger Blaise Fabert zu Ehren des Allerheiligsten Sakramentes errichtet worden. Der Name „Croix du sacrilège“ (Sakrileg-Kreuz) erinnert daran, dass Diebe am 22. Januar 1804 die Kelche aus der St. Antoniuskirche von Montigny gestohlen hatten und die geweihten Hostien an seinem früheren Aufstellungsort auf dem Boden ausgeschüttet hatten.

## Orgeln

### Hauptorgel
Die aktuelle Hauptorgel auf der Eingangsempore wurde im Jahr 1987 von François Delangue (Amanvillers) gebaut und im Rahmen einer Einweihungsfeier von Bischof Pierre Raffin gesegnet. Das Instrument verfügt über 34 Register, die über drei Manuale bespielbar sind. Die Pfeifen bestehen aus Zinn und Holz. Die Spieltraktur ist mechanisch, die Registertraktur ist elektrisch. Im Jahr 1991 wurde die Hauptorgel um ein Echo-Werk ergänzt. Die Orgel wurde im Jahr 2005 von Jean-Louis Helleringer komplett restauriert. Vorgängerinstrument dieser Hauptorgel war ein Instrument aus dem Jahr 1950.
Die Orgel hat folgende Disposition:
| I Positif de dos C–f3 |        |
| Principal doux        | 8′     |
| Bourdon               | 8′     |
| Flûte                 | 4′     |
| Nazard                | 2 ⁄3′  |
| Flageolet             | 2′     |
| Tierce                | 1 3⁄5′ |
| Fourniture III        |        |
| Ranquette             | 16′    |
| Cromorne              | 8′     |

| II Grand-Orgue C–f3 |          |
| Bourdon             | 16′      |
| Montre              | 8′       |
| Bourdon             | 8′       |
| Salicional          | 8′       |
| Prestant            | 4′       |
| Flûte conique       | 4′       |
| Doublette           | 2′       |
| Grand cornet V      |          |
| Fourniture VI-VII   |          |
| Trompette           | 8′       |
| Chamade             | 8′       |
| Chamade             | 4′ – 16′ |
| Tremblant doux      |          |

| III Echo C–f3   |       |
| Flûte à biberon | 8′    |
| Flûte à chem.   | 4′    |
| Flûte champêtre | 2′    |
| Larigot         | 1 ⁄3′ |
| Sifflet         | 1′    |
| Sesquialtera II |       |
| Voix humaine    | 8′    |

| Pédale C–d1     |     |
| Grosse flûte    | 16′ |
| Flûte           | 8′  |
| Flûte           | 4′  |
| Contre-bombarde | 32′ |
| Bombarde        | 16′ |
| Trompette       | 8′  |

- Koppeln: II/I, I/P, II/P

### Chororgel
Die Chororgel im linken Querschiff wurde im Jahr 1905 von der Firma Cavaillé-Coll gebaut und im Jahr 1939 von Jacquot Lavergne elektrifiziert. Seitdem wurden mehrere Wartungsarbeiten durchgeführt, die letzte im Jahr 2005. Die Chororgel kann vom Spieltisch der Hauptorgel aus bedient werden.
Das Instrument hat folgende Disposition:
| I Grand-Orgue C–f3 |     |
| Bourdon            | 16′ |
| Montre             | 8′  |
| Flûte              | 8′  |
| Prestant           | 4′  |

| II Récit C–f3 |    |
| Cor de nuit   | 8′ |
| Gambe         | 8′ |
| Voix céleste  | 8′ |
| Flûte octav.  | 4′ |
| Trompette     | 8′ |
| Trémolo       |    |

| Pédale C–d1 |     |
| Soubasse    | 16′ |

- Koppeln:
  - Normalkoppeln: II/I, I/P, II/P
  - Suboktavkoppeln: I/I
  - Superoktavkoppeln: I/I

## Glocken
Die ersten Glocken der neuen Josephskirche waren von der Glockengießerei Otto in Hemelingen gegossen und am 30. Juni 1907 von Bischof Willibrord Benzler gesegnet worden:
- Marienglocke, 4568 kg
- Heilige Concordia, 1895 kg
- Heiliger Privatus, 1323 kg
- Heiliger Josef, 929 kg
- Heilige Maria Magdalena, 779 kg
- Heilige Martha, 559 kg
- Heilige Lucia, 390 kg

Im Jahr 1917 mussten die drei kleineren Glocken der deutschen Militärverwaltung übergeben werden und wurden für Kriegsmaterial eingeschmolzen. Erst im Jahr 1931 konnten drei neue Glocken von der elsässischen Glockengießerei Causard in Colmar angeschafft werden, die am 28. September 1931 von Bischof Jean-Baptiste Pelt geweiht wurden:
- Heilige Marguerite-Marie, 779 kg
- Heilige Honorine, 562 kg
- Heilige Jeanne d’Arc, 385 kg

Die Disposition des aktuellen siebenteiligen Geläutes im Glockenturm lautet: a°-d′-e′-fis′-g′-a′-h′.

## Pfarrer
In Montigny haben folgende Geistliche gewirkt:
- Nicolas Pichon: 1790 bis 1829; Aufgrund der religionsfeindlichen Maßnahmen der Französischen Revolution wurde Nicolas Pichon suspendiert, da er sich weigerte, den Eid auf die Verfassung zu leisten. Er wurde bis 1793 von folgenden Priestern vertreten:
- Pierre Lucot: 1791 bis 1792
- Pater Georges: 1792 bis 1793
- Philipp(e) Châtelain: 1899 bis 1922; Erbauer der Josephskirche und des Pfarrhauses; * 27. Februar 1863 im Weiler Hallingen/Halling des Ortes Püttlingen, † 9. Januar 1922 in Montigny-lès-Metz; Während des Ersten Weltkrieges war er von den deutschen Behörden von 1914 bis 1918 wegen profranzösischer Tendenzen nach Schlesien verbannt worden. Châtelain wurde 1922 in der Josephskirche beigesetzt.
- Léon Zimmermann: 1922 bis 1950; * 9. März 1884 in St. Avold, Weihe am 19. Juli 1908 in Metz, Ausweisung durch die deutschen Behörden während der NS-Annexion; seit 2. Oktober 1950 Dekan des Domkapitels von Metz; † am 29. Mai 1962 in Metz
- Marcel Leroy: 1950 bis 1967; * 7. März 1900 in Flavigny-sur-Moselle, am 15. Juli 1928 in Metz geweiht, Ausweisung durch die deutschen Behörden während der NS-Annexion; † 28. Juni 1981 in Metz